# Список дипломатических миссий Суринама

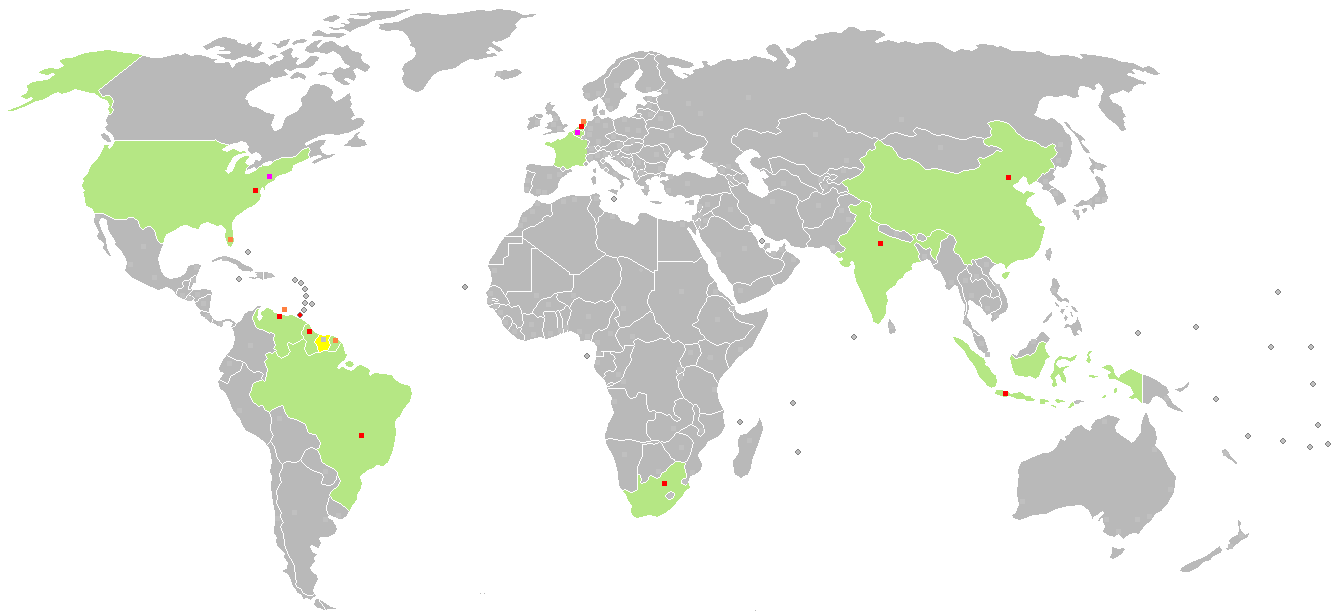

Список дипломатических миссий Суринама — дипломатические представительства Суринама расположены преимущественно в странах Америки.

## Европа
- Бельгия, Брюссель (посольство)
- Нидерланды, Гаага (посольство)
  - Амстердам (генеральное консульство)

## Северная Америка
- Нидерландские Антилы,Виллемстад (генеральное консульство)
- Тринидад и Тобаго, Порт-оф-Спейн (посольство)
- США, Вашингтон (посольство)
  - Майями (генеральное консульство)

## Южная Америка
- Бразилия, Бразилиа (посольство)
- Гайана, Джорджтаун (посольство)
- Венесуэла, Каракас (посольство)
- Французская Гвиана, Кайенна (генеральное консульство)

## Африка
- ЮАР, Претория (посольство)

## Азия
- Китай, Пекин (посольство)
- Индия, Нью-Дели (посольство)
- Индонезия, Джакарта (посольство)

## Международные организации
- - Брюссель (постоянное представительство при ЕС)
  - Нью-Йорк (постоянное представительство при ООН)
  - Вашингтон (постоянное представительство при ОАГ)